# ダニエル・デュボア
ダニエル・デュボア（Daniel Dubois、1997年9月6日 - ）は、イギリスのプロボクサー。グリニッジ・ロンドン特別区グリニッジ出身。元WBA・IBF世界ヘビー級王者。
現WBC女子世界ライト級王者のキャロライン・デュボアは実妹。

## 来歴
2017年1月10日、フランク・ウォーレンのクイーンズベリー・プロモーションズと契約した。
2017年4月8日、マンチェスター・アリーナでプロデビュー戦を行い初回35秒TKO勝ちを収めた。
2017年7月8日、カッパー・ボックスでマウリシオ・バラガンとWBC世界ヘビー級ユース王座決定戦を行い、2回1分41秒KO勝ちを収め王座を獲得した。
2017年9月16日、カッパー・ボックスでAJ・カーターとBBBofC南部ヘビー級王座決定戦を行い、初回48秒KO勝ちを収め王座を獲得した。
2018年6月23日、O2アリーナでトム・リトルとBBBofC英国ヘビー級王座決定戦を行い、5回58秒TKO勝ちを収め王座を獲得し南国王座に次ぐBBBofC王座の2種制覇を果たした。
2019年3月8日、ロイヤル・アルバート・ホールでラズヴァン・コジャヌとWBOヨーロッパヘビー級王座決定戦を行い、2回2分48秒KO勝ちを収め王座を獲得した。
2019年4月27日、ウェンブリー・アリーナでリチャード・ラーティーとWBOグローバルヘビー級王座決定戦を行い、4回1分50秒KO勝ちを収め王座を獲得した。
2019年7月13日、O2アリーナでネイサン・ゴーマンとBBBofC英国ヘビー級王座決定戦を行い、5回2分41秒KO勝ちを収め王座に返り咲いた。
2019年9月27日、ロイヤル・アルバート・ホールでエベネゼール・テッターとコモンウェルスイギリス及びWBOインターナショナルヘビー級王座決定戦を行い、初回2分10秒KO勝ちを収め両王座を獲得した。
2019年12月21日、カッパー・ボックスでWBOアジア太平洋ヘビー級王者の藤本京太郎とWBOインターナショナル同級タイトルマッチおよびWBCシルバー同級王座決定戦を行い、2回2分10秒KO勝ちを収めWBCシルバー王座獲得とWBOインターナショナル王座の初防衛に成功した。
2020年8月29日、BTスポーツ・スタジオでリチャード・スニダースとWBOインターナショナルヘビー級タイトルマッチを行い、2回20秒TKO勝ちを収め、WBOインターナショナル王座の2度目の防衛に成功した。
2020年11月20日、チャーチ・ハウスでジョー・ジョイスとデュボアが保持する全ての王座の防衛とEBUヨーロッパヘビー級王座決定戦を行うも、10回36秒KO負けを喫しWBOインターナショナル王座は2度目の防衛、コモンウェルス王座とWBCシルバー王座とBBBofC王座の初防衛、EBUヨーロッパ王座獲得に失敗、4つの王座から陥落した。試合後デュボアは左目の眼窩底骨折が判明した。
2021年6月5日、テルフォードのテルフォード・インターナショナル・センターでWBA世界ヘビー級4位のボグダン・ディヌとWBA世界同級暫定王座決定戦を行い、2回31秒KO勝ちを収め王座を獲得した。
2021年8月25日、WBAは暫定王座を廃止すると共に指名挑戦権を付与する措置を行った。
2022年6月11日、マイアミのカジノ・マイアミで指名挑戦者としてWBA世界ヘビー級レギュラー王者のトレバー・ブライアンとWBA世界同級タイトルマッチを行い、4回1分58秒KO勝ちを収め王座返り咲きに成功した。
2022年12月3日、ロンドンのトッテナム・ホットスパー・スタジアムにてタイソン・フューリー対デレック・チゾラ第3戦の前座で、WBA世界ヘビー級12位のケビン・レレナとWBA世界同級タイトルマッチを行い、初回にいきなり3度のダウンを喫するが、2回から巻き返し3回3分TKO勝ちを収め初防衛に成功した。
2023年5月25日、スーパー王者オレクサンドル・ウシクとレギュラー王者デュボアのWBA世界ヘビー級団体内王座統一戦の興行権の入札が行われ、デュボアを擁するクイーンズベリー・プロモーションズが5,620,050ドルで入札したのに対し、ウシクを擁するK2プロモーションズが8,057,000ドルで落札し、これによりウシクは落札額の75％にあたる6,042,750ドル（約8億9千万円）、デュボアは25％にあたる2,014,250ドル（約2億9千万円）のファイトマネーを受け取ることになった。
2023年8月26日、ポーランドのタルチェンスキ・アリーナでWBAスーパー・IBF・WBO世界ヘビー級統一王者のオレクサンドル・ウシクと団体内王座統一戦を行うも、9回1分48秒TKO負けを喫し団体内王座統一に失敗、WBAレギュラー王座から陥落した。しかし、5回にデュボアがウシクのトランクスのベルトラインに放ったローブローがボディブローだったとする声が挙がり、試合後にデュボアのプロモーターであるフランク・ウォーレンがレフェリーの判断ミスでありローブローではなかったとして、WBAに対して試合結果を無効試合に変更し、即時の再戦を命じるよう提訴した。しかし、同年10月12日にWBAはデュボア陣営の試合結果の無効試合への変更及び即時の再戦を求めていた提訴を却下したため結果的に裁定は覆られなかった。
2023年12月23日、サウジアラビアのキングダム・アリーナでアンソニー・ジョシュア対オットー・ヴァリンの前座でWBAヘビー級6位のジャレル・ミラーと対戦し、10回2分52秒TKO勝ちを収め再起に成功した。なお、前日の計量ではデュボアが239ポンド（約108kg）、ミラーが333ポンド（約151kg）を計測し94ポンド（約42.6kg）の体重差があった。
2024年6月1日、サウジアラビアのキングダム・アリーナで行われたマッチルーム・スポーツとクイーンズベリー・プロモーションズによる5対5の対抗戦の副将戦でIBF世界ヘビー級1位のフィリップ・フルゴビッチとIBF暫定世界ヘビー級王座決定戦を行い、8回54秒TKO勝ちを収め暫定ながら世界王座に返り咲いた。当初はIBF世界ヘビー級挑戦者決定戦として行われる予定だったが、王者のオレクサンドル・ウシクがIBFに例外の申請を行ったことに伴い、IBFが試合2日前の同年5月30日に暫定王座決定戦として急遽承認したことを発表した。試合から24日後の同年6月25日、オレクサンドル・ウシクがIBF世界ヘビー級王座を返上したため、IBFはデュボアを同日付で暫定王者から正規王者に昇格させた。
2024年9月21日、ロンドンのウェンブリー・スタジアムでIBF世界ヘビー級3位の元WBAスーパー・IBF・WBO世界ヘビー級統一王者のアンソニー・ジョシュアとIBF世界同級タイトルマッチを行い、試合前のオッズでデュボアは圧倒的不利と目されていたが、初回からダウンを奪うなど圧倒し、最後はカウンターの右ストレートで番狂わせとなる5回59秒KO勝ちを収め初防衛に成功した。同大会は98,128人の観客を動員し、これはイギリスで開催されたボクシングの大会の歴代最多観客動員記録となった。
2025年7月19日、ロンドンのウェンブリー・スタジアムでWBAスーパー・WBC・WBO世界ヘビー級統一王者のオレクサンドル・ウシクと世界同級4団体王座統一戦で再戦するも、5回1分52秒KO負けを喫しIBF王座2度目の防衛および王座統一に失敗、IBF王座から陥落した。

## 戦績
- アマチュアボクシング：75戦 69勝 6敗
- プロボクシング：25戦 22勝 (21KO) 3敗

| 戦           | 日付           | 勝敗 | 時間     | 内容    | 対戦相手                         | 国籍             | 備考                                                                                               |
| ------------ | -------------- | ---- | -------- | ------- | -------------------------------- | ---------------- | -------------------------------------------------------------------------------------------------- |
| 1            | 2017年4月8日   | ☆    | 1R 0:35  | TKO     | マーカス・ケリー                 | イギリス         | プロデビュー戦                                                                                     |
| 2            | 2017年4月22日  | ☆    | 2R 0:48  | TKO     | ブレイズ・メンドゥー             | カメルーン       | |
| 3            | 2017年5月20日  | ☆    | 1R 0:40  | KO      | デビッド・ハウ                   | イギリス         | |
| 4            | 2017年7月8日   | ☆    | 2R 1:41  | KO      | マウリシオ・バラガン             | ウルグアイ       | WBC世界ヘビー級ユース王座決定戦                                                                    |
| 5            | 2017年9月16日  | ☆    | 1R 0:48  | TKO     | AJ・カーター                     | イギリス         | BBBofC英南部ヘビー級王座決定戦                                                                     |
| 6            | 2017年12月9日  | ☆    | 2R 0:51  | TKO     | ドリアン・ダーチ                 | イギリス         | |
| 7            | 2018年2月24日  | ☆    | 3R 2:43  | TKO     | DL・ジョーンズ                   | イギリス         | BBBofC英南部防衛1                                                                                  |
| 8            | 2018年6月23日  | ☆    | 5R 0:58  | TKO     | トム・リトル                     | イギリス         | BBBofCイングランドヘビー級王座決定戦                                                               |
| 9            | 2018年10月6日  | ☆    | 10R      | 判定3-0 | ケビン・ジョンソン               | アメリカ合衆国   | |
| 10           | 2019年3月8日   | ☆    | 2R 2:48  | KO      | ラズバン・コジャヌ               | ルーマニア       | WBO欧州ヘビー級王座決定戦                                                                          |
| 11           | 2019年4月27日  | ☆    | 4R 1:50  | KO      | リチャード・ラルティー・ハリソン | ガーナ           | |
| 12           | 2019年7月13日  | ☆    | 5R 2:41  | KO      | ネイサン・ゴーマン               | イギリス         | BBBofC英国ヘビー級王座決定戦                                                                       |
| 13           | 2019年9月27日  | ☆    | 1R 2:10  | TKO     | エベニーザー・テテ               | ガーナ           | WBOインターナショナル・コモンウェルス英連邦ヘビー級王座決定戦                                      |
| 14           | 2019年12月21日 | ☆    | 2R 2:10  | KO      | 藤本京太郎（角海老宝石）         | 日本             | WBC世界ヘビー級シルバー王座決定戦 WBOインターナショナル防衛1                                       |
| 15           | 2020年8月29日  | ☆    | 2R 0:20  | TKO     | リカルド・スニデルス             | オランダ         | WBOインターナショナル防衛2                                                                         |
| 16           | 2020年11月28日 | ★    | 10R 0:36 | KO      | ジョー・ジョイス                 | イギリス         | EBU欧州ヘビー級王座決定戦 WBCシルバー・WBOインターナショナル・コモンウェルス英連邦・BBBofC英国陥落 |
| 17           | 2021年6月5日   | ☆    | 2R 0:31  | KO      | ボグダン・ディヌ                 | ルーマニア       | WBA世界ヘビー級暫定王座決定戦                                                                      |
| 18           | 2021年8月29日  | ☆    | 1R 2:10  | TKO     | ジョー・クスマノ                 | アメリカ合衆国   | |
| 19           | 2022年6月11日  | ☆    | 4R 1:58  | KO      | トレバー・ブライアン             | アメリカ合衆国   | WBA世界ヘビー級タイトルマッチ                                                                      |
| 20           | 2022年12月3日  | ☆    | 3R 3:00  | TKO     | ケビン・レレナ                   | 南アフリカ共和国 | WBA防衛1                                                                                           |
| 21           | 2023年8月26日  | ★    | 9R 0:48  | KO      | オレクサンドル・ウシク           | ウクライナ       | WBA・IBF・WBO世界ヘビー級王座統一戦 WBA陥落                                                        |
| 22           | 2023年12月23日 | ☆    | 10R 2:52 | TKO     | ジャレル・ミラー                 | アメリカ合衆国   | |
| 23           | 2024年6月1日   | ☆    | 8R 0:57  | TKO     | フィリップ・フルゴビッチ         | クロアチア       | IBF世界ヘビー級暫定王座決定戦→正規王座に認定                                                       |
| 24           | 2024年9月21日  | ☆    | 5R 0:59  | KO      | アンソニー・ジョシュア           | イギリス         | IBF防衛1                                                                                           |
| 25           | 2025年7月19日  | ★    | 5R 1:52  | KO      | オレクサンドル・ウシク           | ウクライナ       | WBA・WBC・IBF・WBO世界ヘビー級王座統一戦 IBF陥落                                                   |
| テンプレート |                |      |          |         |                                  |                  | |

## 獲得タイトル
- WBC世界ヘビー級ユース王座
- BBBofC南部ヘビー級王座
- BBBofC英国ヘビー級王座
- WBOヨーロッパヘビー級王座
- WBOグローバルヘビー級王座
- コモンウェルスイギリスヘビー級王座
- WBOインターナショナルヘビー級王座
- WBC世界ヘビー級シルバー王座
- WBA世界ヘビー級暫定王座（防衛0=廃止）
- WBA世界ヘビー級レギュラー王座（防衛1）
- IBF世界ヘビー級暫定王座（防衛0=正規王座認定）
- IBF世界ヘビー級王座（防衛1）